# Thúluth

La Bandera de l'Aràbia Saudita, amb la inscripció de la xahada en thúluth

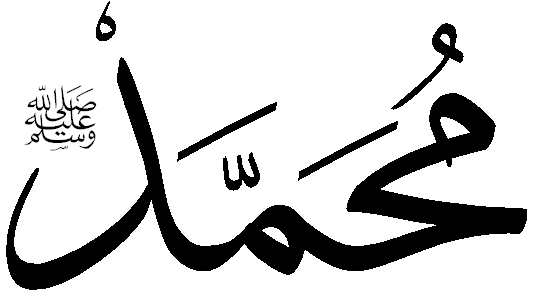
El nom de Mahoma amb una salat escrita en thúluth

El thúluth (àrab: ثلث, ṯuluṯ, ‘terç’; turc: sülüs) és una varietat de cal·ligrafia àrab que va fer la seva primera aparició al segle xi (segle quart de l'Hègira). Les formes angulars i rectes de l'escriptura cúfica són reemplaçades en aquesta cal·ligrafia per línies corbes i obliqües. En thúluth, un terç de cada lletra té inclinació, d'aquí el nom, «un terç» en àrab. És una cal·ligrafia gran, elegant i cursiva, utilitzada a l'edat mitjana com a decoració per a les mesquites. Diversos estils cal·ligràfics han evolucionat a partir del thúluth mitjançant lleugers canvis en les formes.
El thúluth ha estat utilitzat tradicionalment per escriure les capçaleres de les sures, a l'Alcorà. Algunes de les còpies més antigues de l'Alcorà van ser escrites en thúluth. Altres còpies posteriors van ser escrites utilitzant una combinació de thúluth i naskh o muhaqqaq, mentre que a partir del segle XV es va utilitzar exclusivament la grafia naskh.

## Història
Les grans contribucions a l'evolució de la cal·ligrafia thúluth van tenir lloc durant l'Imperi Otomà, en tres etapes successives conegudes com a «revolucions cal·ligràfiques»:
- La primera revolució va tenir lloc al segle xv i va ser iniciada pel mestre cal·lígraf Şeyh Hamdullah.[2]
- La segona revolució va ser iniciada pel cal·lígraf otomà Hafiz Osman al segle xvii.[3][4]
- Finalment, Mehmed Şevkî Efendi, a la fi del segle xix, li va donar a la grafia l'aspecte distintiu que té avui dia.[5][6][7]

Es considera que Mustafa Rakim Efendi fou el cal·lígraf que va dur el thúluth al seu cim més alt, tot establint un estàndard per a la cal·ligrafia otomana que mai no hauria estat superat.